# Orlando Magic
Orlando Magic – profesjonalna drużyna koszykarska, mająca swoją siedzibę w Orlando na Florydzie. Występuje w dywizji południowo-wschodniej, konferencji wschodniej National Basketball Association. Magic dołączyli do NBA w 1989 roku. Początkowo mieli nosić nazwę Heat, jednakże rok wcześniej do NBA dołączył ich lokalny rywal Miami Heat, przez co Magic nie mogli już przyjąć tej nazwy. Po raz pierwszy w finałach NBA, Magic zagrali w 1995 roku, kiedy to w zespole grali m.in. Penny Hardaway i Shaquille O’Neal. Przegrali jednak wówczas z broniącymi tytułu Houston Rockets. Drugi raz w finałach NBA znaleźli się w 2009 roku, gdy trenerem zespołu był Stan Van Gundy. Wówczas także nie zdobyli mistrzowskiego tytułu, przegrywając z Los Angeles Lakers.

## Zawodnicy

### Kadra w sezonie 2018/19
Stan na 25 października 2018
| Nr | Poz. | Nar.              | Nazwisko i imię   | Data urodzenia | Wzrost | Masa ciała |
| -- | ---- | ----------------- | ----------------- | -------------- | ------ | ---------- |
| 14 | PG   | Stany Zjednoczone | Augustin, D.J.    | 1987–11–10     | 183 cm | 83 kg      |
| 5  | C    | Stany Zjednoczone | Bamba, Mohamed    | 1998–05–12     | 213 cm | 102 kg     |
| 24 | C    | Kanada            | Birch, Khem       | 1992–09–28     | 206 cm | 100 kg     |
| 13 | PG   | Stany Zjednoczone | Briscoe, Isaiah   | 1996–04–13     | 191 cm | 100 kg     |
| 3  | PG   | Stany Zjednoczone | Caupain, Troy     | 1995–11–29     | 193 cm | 95 kg      |
| 10 | SF   | Francja           | Fournier, Evan    | 1992–10–29     | 201 cm | 93 kg      |
| 35 | SF   | Stany Zjednoczone | Frazier, Melvin   | 1996–08–30     | 201 cm | 93 kg      |
| 00 | PF   | Stany Zjednoczone | Gordon, Aaron     | 1995–09–16     | 206 cm | 100 kg     |
| 8  | SG   | Stany Zjednoczone | Grant, Jerian     | 1992–10–09     | 193 cm | 90 kg      |
| 1  | PF   | Stany Zjednoczone | Isaac, Jonathan   | 1997–10–03     | 208 cm | 95 kg      |
| 25 | SF   | Stany Zjednoczone | Iwundu, Wesley    | 1994–12–20     | 201 cm | 88 kg      |
| 11 | PF   | Stany Zjednoczone | Jefferson, Amile  | 1993–05–07     | 206 cm | 102 kg     |
| 2  | PF   | Stany Zjednoczone | Martin, Jarell    | 1994–05–24     | 208 cm | 108 kg     |
| 21 | C    | Rosja             | Mozgov, Timofey   | 1986–07–16     | 216 cm | 125 kg     |
| 31 | SG   | Stany Zjednoczone | Ross, Terrence    | 1991–02–05     | 201 cm | 93 kg      |
| 17 | SF   | Stany Zjednoczone | Simmons, Jonathon | 1989–09–14     | 198 cm | 88 kg      |
| 9  | C    | Czarnogóra        | Vučević, Nikola   | 1990–10–24     | 213 cm | 118 kg     |

Trener:  Steve Clifford
 Asystenci: Michael Batiste • Tyrone Corbin • Pat Delany • Steve Hetzel • Bruce Kreutzer • Rick Higgins

### Międzynarodowe prawa
| Draft | Runda | Wybór | Zawodnik     | Poz. | Nar.              | Obecny zespół                  | Adnotacje                      | Przyp. |
| ----- | ----- | ----- | ------------ | ---- | ----------------- | ------------------------------ | ------------------------------ | ------ |
| 2015  | 2     | 51    | Tyler Harvey | PG   | Stany Zjednoczone | Olympique Antibes (Francja)    |                                | [ 2 ]  |
| 2013  | 2     | 60    | Jānis Timma  | SF   | Łotwa             | Saski Baskonia (Hiszpania)     | Pozyskany od Memphis Grizzlies | [ 3 ]  |
| 2005  | 1     | 11    | Fran Vázquez | C    | Hiszpania         | Iberostar Tenerife (Hiszpania) |                                | [ 4 ]  |

## Trenerzy
Adnotacja: Stana na koniec rozgrywek 2017/18.
| W | Wygrane                                        |
| P | Przegrane                                      |
| % | % zwycięstw                                    |
| * | Spędził całą karierę trenerską w NBA z Magic   |
|   | Członek Koszykarskiej Galerii Sław jako trener |

| #  | Trener         | Okres z zespołem | Gry             | W               | P               | %               | Gry      | W        | P        | %        | Nagrody            | Przyp. |
| #  | Trener         | Okres z zespołem | Sezon regularny | Sezon regularny | Sezon regularny | Sezon regularny | Playoffs | Playoffs | Playoffs | Playoffs | Nagrody            | Przyp. |
| -- | -------------- | ---------------- | --------------- | --------------- | --------------- | --------------- | -------- | -------- | -------- | -------- | ------------------ | ------ |
| 1  | Matt Guokas    | 1989–1993        | 328             | 111             | 217             | 33,8            | –        | –        | –        | –        |                    | [ 5 ]  |
| 2  | Brian Hill     | 1993–1997        | 295             | 191             | 104             | 64,7            | 36       | 18       | 18       | 50       |                    | [ 6 ]  |
| 3  | Richie Adubato | 1997             | 33              | 21              | 12              | 63,6            | 5        | 2        | 3        | 40       |                    | [ 7 ]  |
| 4  | Chuck Daly     | 1997–1999        | 132             | 74              | 58              | 56,1            | 4        | 1        | 3        | 25       |                    | [ 8 ]  |
| 5  | Doc Rivers     | 1999–2003        | 339             | 171             | 168             | 50,4            | 15       | 5        | 10       | 33,3     | Trener roku (2000) |        |
| 6  | Johnny Davis   | 2003–2005        | 135             | 51              | 84              | 37,8            | –        | –        | –        | –        |                    | [ 10 ] |
| 7  | Chris Jent*    | 2005             | 18              | 5               | 13              | 27,8            | –        | –        | –        | –        |                    | [ 11 ] |
| 8  | Brian Hill     | 2005–2007        | 164             | 76              | 88              | 46,3            | 4        | 0        | 4        | 0        |                    | [ 6 ]  |
| 9  | Stan Van Gundy | 2007–2012        | 394             | 259             | 135             | 65,7            | 59       | 31       | 28       | 52,5     |                    | [ 12 ] |
| 10 | Jacque Vaughn* | 2012-2015        | 216             | 58              | 158             | 26,9            | –        | –        | –        | –        |                    | [ 13 ] |
| 11 | James Borrego* | 2015             | 30              | 10              | 20              | 33,3            | –        | –        | –        | –        |                    | [ 14 ] |
| 12 | Scott Skiles   | 2015-2016        | 82              | 35              | 47              | 42,7            | –        | –        | –        | –        |                    | [ 15 ] |
| 13 | Frank Vogel    | 2016-2018        | 164             | 54              | 110             | 32,9            | –        | –        | –        | –        |                    | [ 16 ] |
| 14 | Steve Clifford | 2018-            | –               | –               | –               | –               | –        | –        | –        | –        |                    | [ 17 ] |

## Członkowie Koszykarskiej Galerii Sław
| Orlando Magic Hall of Famers |                     |                      |            |
| Wybrany                      | Pozycja             | Okres w zespole      | Rok wyboru |
| Chuck Daly                   | Trener              | 1997–1999            | 1994       |
| Dominique Wilkins            | SF                  | 1999                 | 2006       |
| Patrick Ewing                | C, asystent trenera | 2001–2002, 2007–2012 | 2008       |

## Nagrody i wyróżnienia

### Sezon
Obrońcy roku
- Dwight Howard – 2009, 2010, 2011

Debiutanci roku
- Shaquille O’Neal – 1993
- Mike Miller – 2001

Rezerwowi roku
- Darrell Armstrong – 1999

NBA Sportsmanship Award
- Grant Hill – 2005

Największy Postęp Sezonu
- Scott Skiles – 1991
- Darrell Armstrong – 1999
- Tracy McGrady – 2001
- Hedo Türkoğlu – 2008
- Ryan Anderson – 2012

Trenerzy roku
- Doc Rivers – 2000

Menedżerowie Roku
- John Gabriel – 2000

I skład NBA
- Penny Hardaway – 1995, 1996
- Tracy McGrady – 2002, 2003
- Dwight Howard – 2008, 2009, 2010, 2011, 2012

II skład NBA
- Shaquille O’Neal – 1995
- Tracy McGrady – 2001, 2004

III skład NBA
- Shaquille O’Neal – 1994, 1996
- Penny Hardaway – 1997
- Dwight Howard – 2007

I skład defensywny NBA
- Dwight Howard – 2009, 2010, 2011, 2012

II skład defensywny NBA
- Horace Grant – 1995, 1996
- Dwight Howard – 2008

I skład debiutantów NBA
- Dennis Scott – 1991
- Shaquille O’Neal – 1993
- Penny Hardaway – 1994
- Matt Harpring – 1999
- Mike Miller – 2001
- Drew Gooden – 2003
- Dwight Howard – 2005
- Elfrid Payton – 2015

II skład debiutantów NBA
- Stanley Roberts – 1992
- Michael Doleac – 1999
- Chucky Atkins – 2000
- Jameer Nelson – 2005

### All-Star Weekend
Uczestnicy meczu gwiazd
- Shaquille O’Neal – 1993–1996
- Penny Hardaway – 1995–1998
- Tracy McGrady – 2001–2004
- Grant Hill – 2001, 2005
- Rashard Lewis – 2009
- Jameer Nelson – 2009
- Dwight Howard – 2007–2012

Uczestnicy Rookie Challenge
- Penny Hardaway – 1994
- Mike Miller – 2001, 2002
- Dwight Howard – 2005, 2006
- Jameer Nelson – 2006
- Andrew Nicholson – 2013
- Nikola Vucevic – 2013
- Victor Oladipo – 2014

MVP Rookie Challenge
- Penny Hardaway – 1994

Zwycięzcy konkursu wsadów
- Dwight Howard – 2008

## Statystyczni liderzy NBA
Liderzy strzelców
- Shaquille O’Neal – 1995
- Tracy McGrady – 2003–2004

Liderzy w zbiórkach
- Dwight Howard – 2008–2010, 2012

Liderzy w skuteczności rzutów z gry
- Shaquille O’Neal – 1994
- Dwight Howard – 2010

## Statystyczni liderzy wszech czasów klubu
Sezon regularny
(Stan na 15 lutego 2017, a na podstawie)
| Kategoria                      | Zawodnik         | Statystyki |
| ------------------------------ | ---------------- | ---------- |
| Gry                            | Nick Anderson    | 692        |
| Minuty                         | Dwight Howard    | 22471      |
| Punkty                         | Dwight Howard    | 11435      |
| Zbiórki                        | Dwight Howard    | 8072       |
| Asysty                         | Jameer Nelson    | 3501       |
| Przechwyty                     | Nick Anderson    | 1004       |
| Bloki                          | Dwight Howard    | 1344       |
| Straty                         | Dwight Howard    | 1930       |
| Faule                          | Dwight Howard    | 2002       |
| Celne rzuty z gry              | Nick Anderson    | 4075       |
| Oddane rzuty z gry             | Nick Anderson    | 8976       |
| Skuteczność rzutów z gry       | Bo Outlaw        | 58,5       |
| Celne rzuty za 3 punkty        | Dennis Scott     | 981        |
| Oddane rzuty za 3 punkty       | Nick Anderson    | 2480       |
| Skuteczność rzutów za 3 punkty | Cuttino Mobley   | 46,4       |
| Celne rzuty wolne              | Dwight Howard    | 3366       |
| Oddane rzuty wolne             | Dwight Howard    | 5727       |
| Skuteczność rzutów wolnych     | Scott Skiles     | 89,2       |
| Średnia punktów                | Tracy McGrady    | 28,1       |
| Średnia zbiórek                | Dwight Howard    | 13         |
| Średnia asyst                  | Scott Skiles     | 7,2        |
| Średnia przechwytów            | Penny Hardaway   | 1.9        |
| Średnia bloków                 | Shaquille O’Neal | 2,8        |

## Rekordy klubu

### Indywidualne
- Najwięcej punktów w jednym spotkaniu – 62 (Tracy McGrady, 10 marca 2004 vs. Washington Wizards)
- Najwięcej punktów w jednej połowie – 37 w I połowie (Tracy McGrady, 9 marca 2003 vs. Denver Nuggets)
- Najwięcej punktów w jednej kwarcie – 25 w II kwarcie (Tracy McGrady, 9 marca 2003 vs. Denver Nuggets)
- Najwięcej celnych rzutów wolnych w jednym spotkaniu – 21 (Dwight Howard, 12 stycznia 2012 vs. Golden State Warriors
- Najwięcej oddanych rzutów wolnych w jednym spotkaniu – 39 (Dwight Howard, 12 stycznia 2012 vs. Golden State Warriors)
- Najwięcej punktów w jednym spotkaniu playoff – 46 (Dwight Howard, spotkanie #1 playoffs konferencji wschodniej 2011, I runda vs. Atlanta Hawks oraz Tracy McGrady, spotkanie #2 playoffs konferencji wschodniej 2003, I runda vs. Detroit Pistons)
- Najwięcej asyst w jednym spotkaniu – 30 (Scott Skiles, 30 grudnia 1990 vs. Denver Nuggets) ***Rekord NBA
- Najwięcej zbiórek w jednym spotkaniu – 29 (Nikola Vucevic, 31 grudnia 2012 vs. Miami Heat)

## Sukcesy

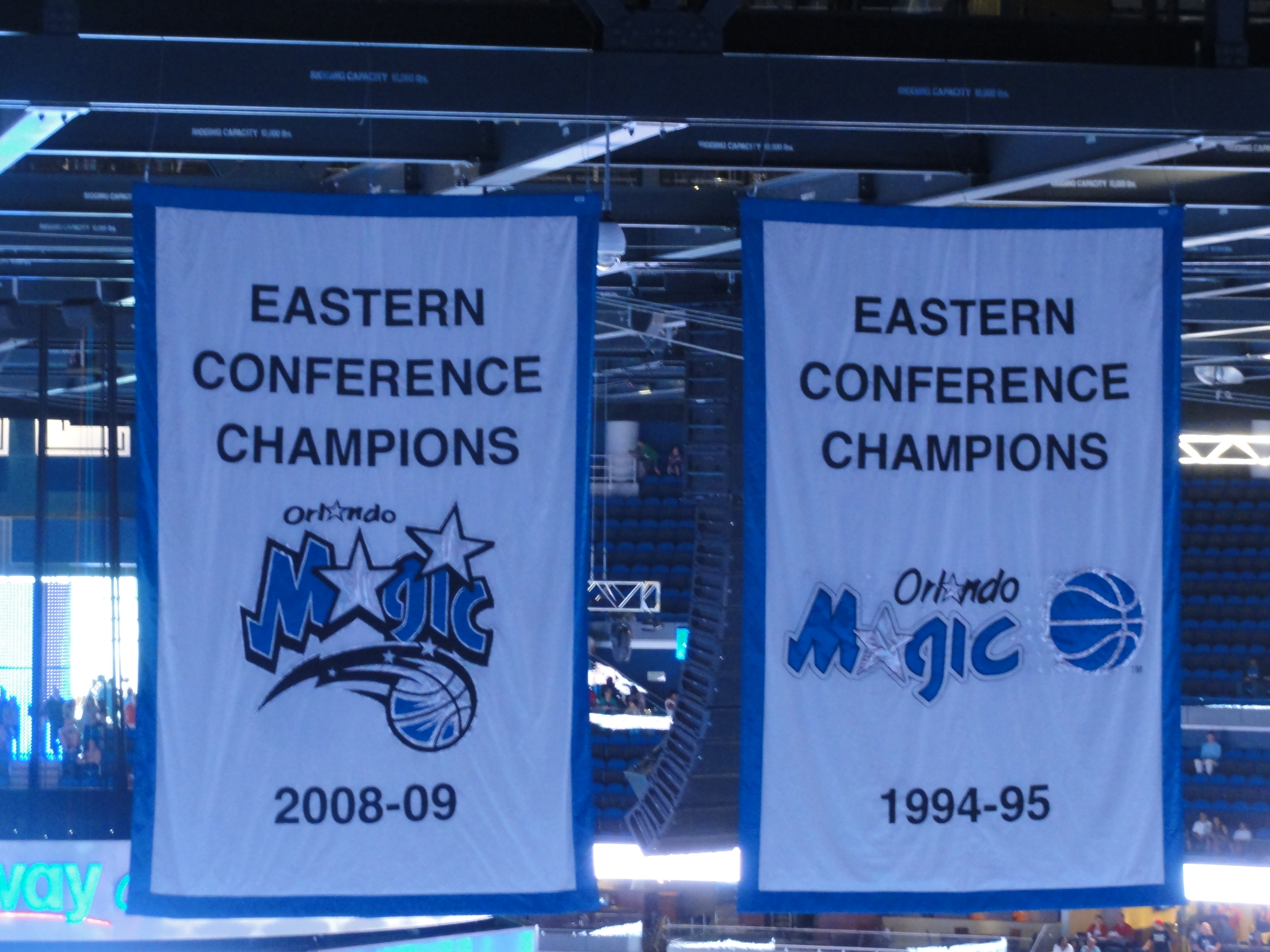
Banery zawieszone w hali Amway Center.

| Tytuł              | Liczba | Rok |
| ------------------ | ------ | --- |
| Mistrz NBA         | 0      | |
| Mistrz Konferencji | 2      | 1995, 2009                                                                                                 |
| Mistrz dywizji     | 8      | 1995, 1996, 2008, 2009, 2010, 2019, 2024, 2025                                                             |
| Występy w play-off | 18     | 1994, 1995, 1996, 1997, 1999, 2001, 2002, 2003, 2007, 2008, 2009, 2010, 2011, 2012, 2019, 2020, 2024, 2025 |
| Występy w play-in  | 1      | 2025 |

## Poszczególne sezony
Na podstawie:. Stan na koniec sezonu 2024/25
| Sezon         | Liga | Konferencja | Poz. w konf. | Dywizja   | Poz. w dyw. | Sezon regularny | Sezon regularny | Playoffs |
| Sezon         | Liga | Konferencja | Poz. w konf. | Dywizja   | Poz. w dyw. | Wyg.            | Por.            | Playoffs |
| ------------- | ---- | ----------- | ------------ | --------- | ----------- | --------------- | --------------- | --- |
| Orlando Magic |      |             |              |           |             |                 |                 | |
| 1989/90       | NBA  | Wschodnia   | 12           | Central   | 7           | 18              | 64              | |
| 1990/91       | NBA  | Zachodnia   | 9            | Midwest   | 4           | 31              | 51              | |
| 1991/92       | NBA  | Wschodnia   | 14           | Atlantic  | 7           | 21              | 61              | |
| 1992/93       | NBA  | Wschodnia   | 9            | Atlantic  | 4           | 41              | 41              | |
| 1993/94       | NBA  | Wschodnia   | 4            | Atlantic  | 2           | 50              | 32              | Porażka w 1. rundzie z Indiana Pacers (0-3) |
| 1994/95       | NBA  | Wschodnia   | 1            | Atlantic  | 1           | 57              | 25              | Wygrana w 1. rundzie z Boston Celtics (3-1) Wygrana w półfinale Konf. z Chicago Bulls (4-2) Wygrana w finale Konf. z Indiana Pacers (4-3) Porażka w finale NBA z Houston Rockets (0-4)              |
| 1995/96       | NBA  | Wschodnia   | 2            | Atlantic  | 1           | 60              | 22              | Wygrana w 1. rundzie z Detroit Pistons (3-0) Wygrana w półfinale Konf. z Atlanta Hawks (4-1) Porażka w finale Konf. z Chicago Bulls (0-4)                                                           |
| 1996/97       | NBA  | Wschodnia   | 7            | Atlantic  | 3           | 45              | 37              | Porażka w 1. rundzie z Miami Heat (2-3) |
| 1997/98       | NBA  | Wschodnia   | 10           | Atlantic  | 5           | 41              | 41              | |
| 1998/99       | NBA  | Wschodnia   | 3            | Atlantic  | 2           | 33              | 17              | Porażka w 1. rundzie z Philadelphia 76ers (1-3) |
| 1999/00       | NBA  | Wschodnia   | 9            | Atlantic  | 4           | 41              | 41              | |
| 2000/01       | NBA  | Wschodnia   | 7            | Atlantic  | 4           | 43              | 39              | Porażka w 1. rundzie z Milwaukee Bucks (1-3) |
| 2001/02       | NBA  | Wschodnia   | 5            | Atlantic  | 3           | 44              | 38              | Porażka w 1. rundzie z Charlotte Hornets (1-3) |
| 2002/03       | NBA  | Wschodnia   | 8            | Atlantic  | 4           | 42              | 40              | Porażka w 1. rundzie z Detroit Pistons (3-4) |
| 2003/04       | NBA  | Wschodnia   | 15           | Atlantic  | 7           | 21              | 61              | |
| 2004/05       | NBA  | Wschodnia   | 10           | Southeast | 3           | 36              | 46              | |
| 2005/06       | NBA  | Wschodnia   | 10           | Southeast | 3           | 36              | 46              | |
| 2006/07       | NBA  | Wschodnia   | 8            | Southeast | 3           | 40              | 42              | Porażka w 1. rundzie z Detroit Pistons (0-4) |
| 2007/08       | NBA  | Wschodnia   | 3            | Southeast | 1           | 52              | 30              | Wygrana w 1. rundzie z Toronto Raptors (4-1) Porażka w półfinale Konf. z Detroit Pistons (1-4) |
| 2008/09       | NBA  | Wschodnia   | 3            | Southeast | 1           | 59              | 23              | Wygrana w 1. rundzie z Philadelphia 76ers (4-2) Wygrana w półfinale Konf. z Boston Celtics (4-3) Wygrana w finale Konf. z Cleveland Cavaliers (4-2) Porażka w finale NBA z Los Angeles Lakers (1-4) |
| 2009/10       | NBA  | Wschodnia   | 2            | Southeast | 1           | 59              | 23              | Wygrana w 1. rundzie z Charlotte Bobcats (4-0) Wygrana w półfinale Konf. z Atlanta Hawks (4-0) Porażka w finale Konf. z Boston Celtics (2-4)                                                        |
| 2010/11       | NBA  | Wschodnia   | 4            | Southeast | 2           | 52              | 30              | Porażka w 1. rundzie z Atlanta Hawks (2-4) |
| 2011/12       | NBA  | Wschodnia   | 6            | Southeast | 3           | 37              | 29              | Porażka w 1. rundzie z Indiana Pacers (1-4) |
| 2012/13       | NBA  | Wschodnia   | 15           | Southeast | 5           | 20              | 62              | |
| 2013/14       | NBA  | Wschodnia   | 13           | Southeast | 5           | 23              | 59              | |
| 2014/15       | NBA  | Wschodnia   | 13           | Southeast | 5           | 25              | 57              | |
| 2015/16       | NBA  | Wschodnia   | 11           | Southeast | 5           | 35              | 47              | |
| 2016/17       | NBA  | Wschodnia   | 13           | Southeast | 5           | 29              | 53              | |
| 2017/18       | NBA  | Wschodnia   | 14           | Southeast | 4           | 25              | 57              | |
| 2018/19       | NBA  | Wschodnia   | 7            | Southeast | 1           | 42              | 40              | Porażka w 1. rundzie z Toronto Raptors (1-4) |
| 2019/20       | NBA  | Wschodnia   | 8            | Southeast | 8           | 33              | 40              | Porażka w 1. rundzie z Milwaukee Bucks (1-4) |
| 2020/21       | NBA  | Wschodnia   | 14           | Southeast | 5           | 21              | 51              | |
| 2021/22       | NBA  | Wschodnia   | 15           | Southeast | 5           | 22              | 60              | |
| 2022/23       | NBA  | Wschodnia   | 13           | Southeast | 4           | 34              | 48              | |
| 2023/24       | NBA  | Wschodnia   | 5            | Southeast | 1           | 47              | 35              | Porażka w 1. rundzie z Cleveland Cavaliers (3-4) |
| 2024/25       | NBA  | Wschodnia   | 7 / 7        | Southeast | 1           | 41              | 41              | Play in Wygrana w meczu 7-8 o 7 w playoff z Atlanta Hawks Play-off Porażka w 1. rundzie z Boston Celtics (1-4)                                                                                      |